# Paul Dujardin
Pour les articles homonymes, voir Paul Dujardin (graveur) et Dujardin.
Paul Dujardin, né le 10 mai 1894 à Tourcoing (Nord) et mort le 17 avril 1959 à Coulon (Deux-Sèvres), est un joueur de water-polo français.

## Carrière
Paul Dujardin est membre fondateur des Enfants de Neptune de Tourcoing avec lequel il est 16 fois champion de France de water-polo.
Il est champion olympique de water polo aux Jeux olympiques d'été de 1924 à Paris et médaillé de bronze lors des Jeux olympiques d'été de 1928 d'Amsterdam. Dans l'intervalle il devient vice-champion d'Europe le 3 septembre 1927 à Bologne avec l'ensemble de l'équipe des Enfants de Neptune (dont Henri Padou au poste de demi).
En juillet 1929, il fait partie de l'équipe de France qui bat celle d'Allemagne alors Championne olympique en 1928, aux Tourelles.

## Liens externes

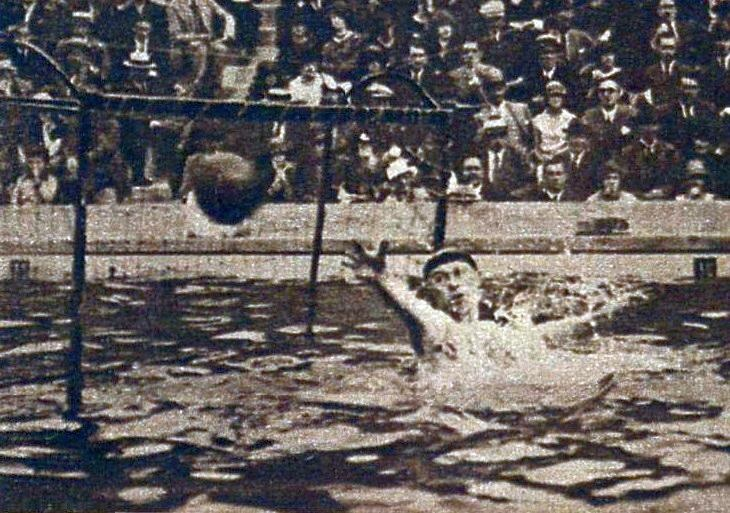
Paul Dujardin en 1925.